# Гозд-Река
Гозд-Река (словен. Gozd–Reka) — поселення в общині Шмартно-при-Літії, Осреднєсловенський регіон, Словенія. 
Висота над рівнем моря: 439,8 м.